# レオポルト・フォン・カルクロイト
レオポルト・カール・ヴァルター・フォン・カルクロイト（Leopold Karl Walter (Graf) von Kalckreuth、1855年5月15日 - 1928年12月1日）はドイツの画家である。

## 略歴
デュッセルドルフで生まれた。曽祖父のフリードリヒ・アドルフ・フォン・カルクロイトはナポレオン戦争時代のプロイセンの元帥になった人物で、父親のスタニスラウス・フォン・カルクロイト(Stanislaus von Kalckreuth)は画家であり、1863年から1866年の間、カイルハウのフリードリヒ・フレーベルの進歩的な学校に招かれていた。父親からワイマールの美術学校で、絵画を学んだ後、1878年にミュンヘン美術院に移り、フランツ・フォン・レンバッハの指導を受けた。1885年からワイマールで画家、ワイマールの美術学校の教師として働いた。
1895年にカールスルーエの州立美術学校の教師となるが、カールスルーエの教授で保守的な画家、フェルディナント・ケラー(1842-1922)と対立し、1899年にはカールスルーエを去った。その後シュツットガルトで働いた。カールスルーエ時代の同僚、ロベルト・ペッツェルベルガーやカルロス・グレーテを招いて、1900年からシュツットガルトの美術学校の校長を務め、1901年に王立美術アカデミーとするのに功績があった。シュツットガルトの6人の芸術家と協会（Stuttgarter Künstlerbund e.V.）を組織した。

## 作品

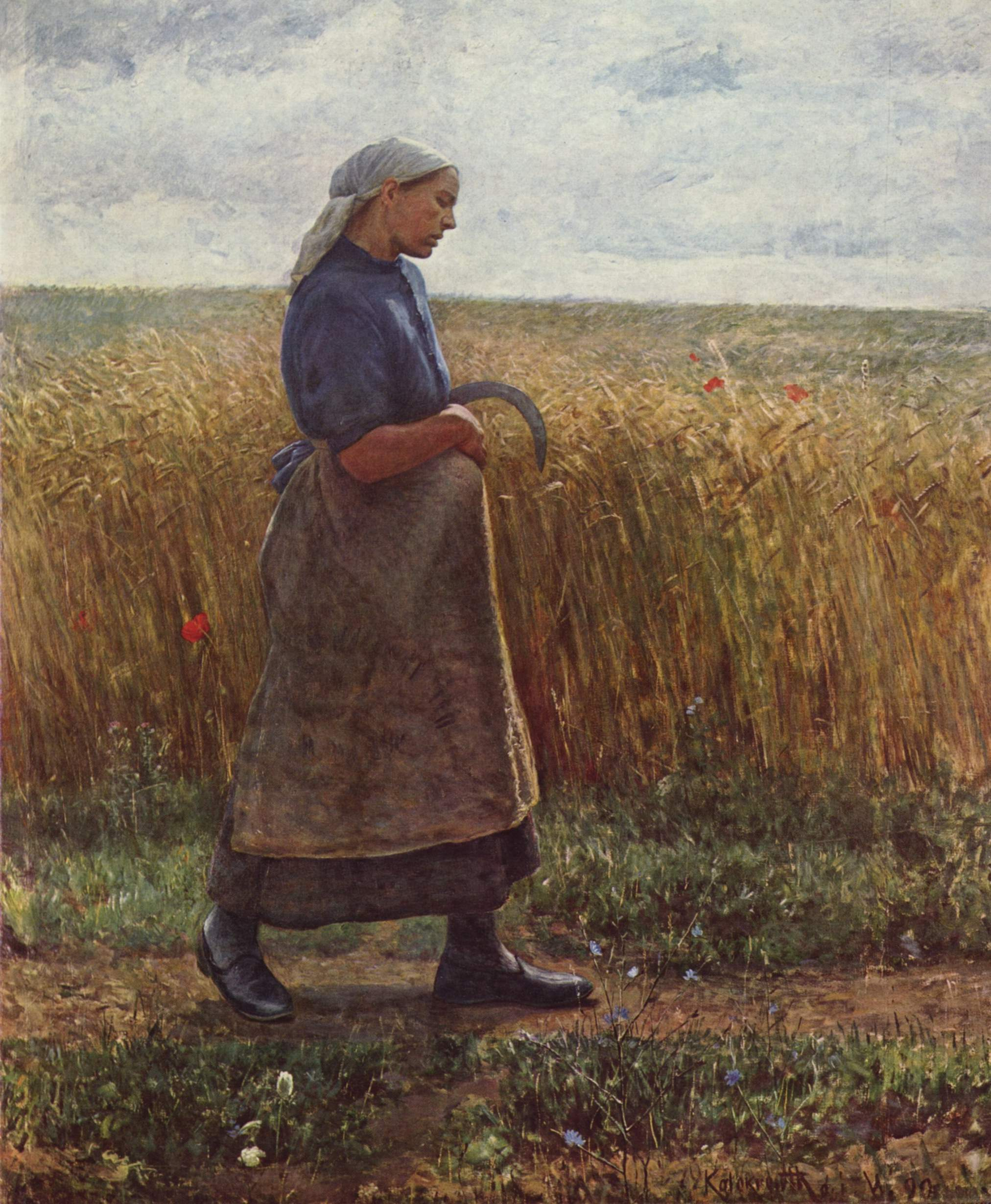
Summer(1890)
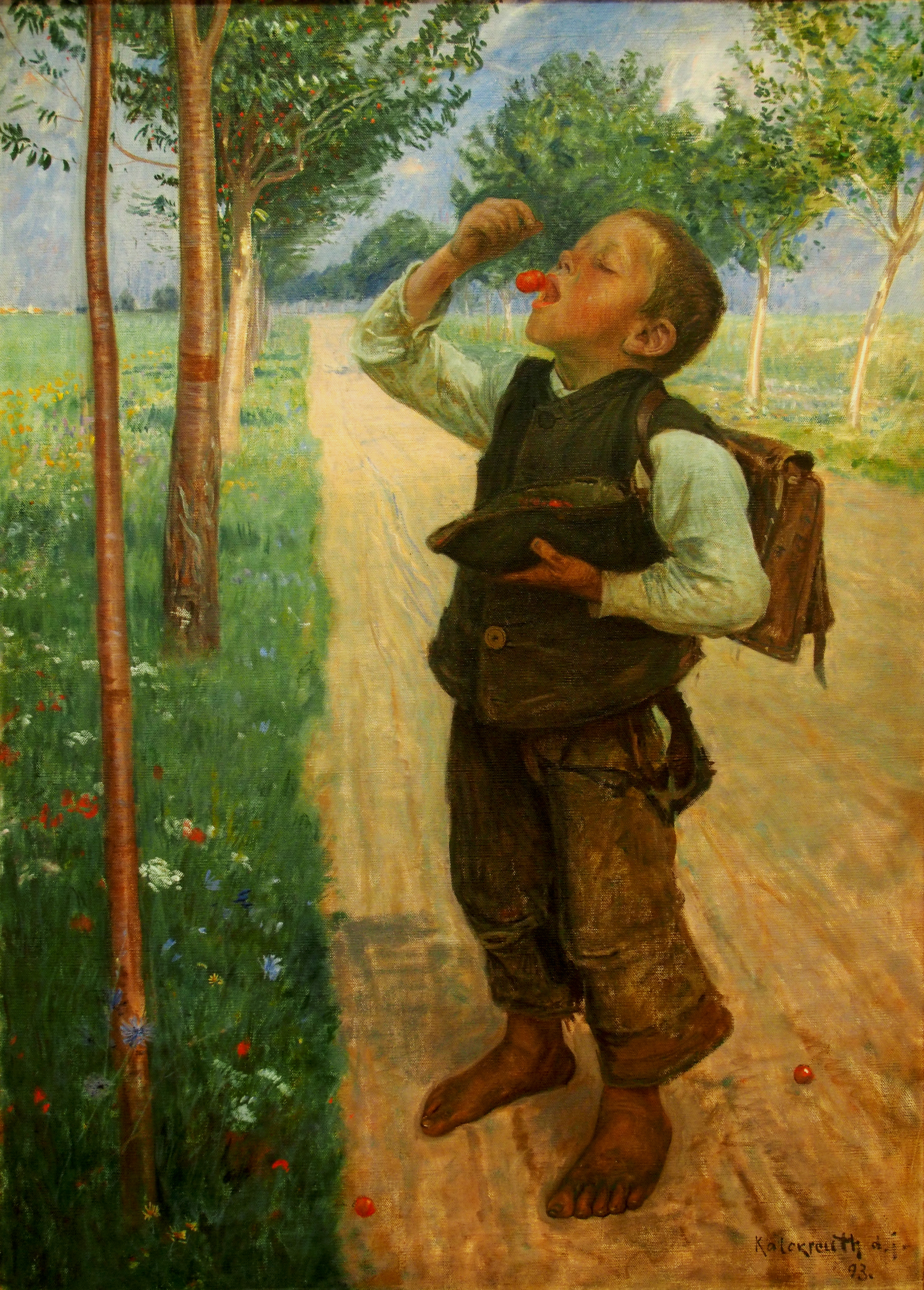
「果物を食べる少年」(1893)
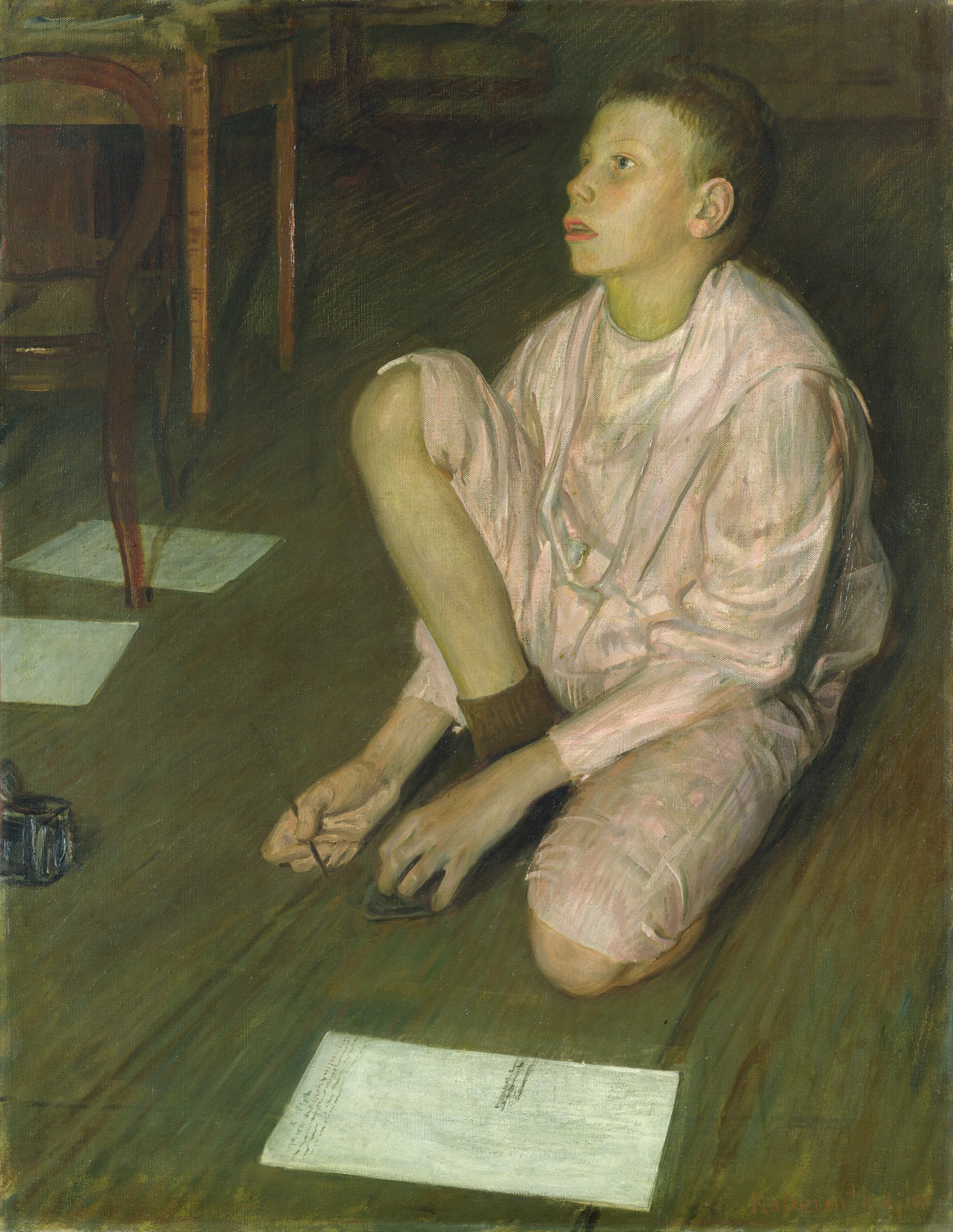
「画家の息子」(1900)
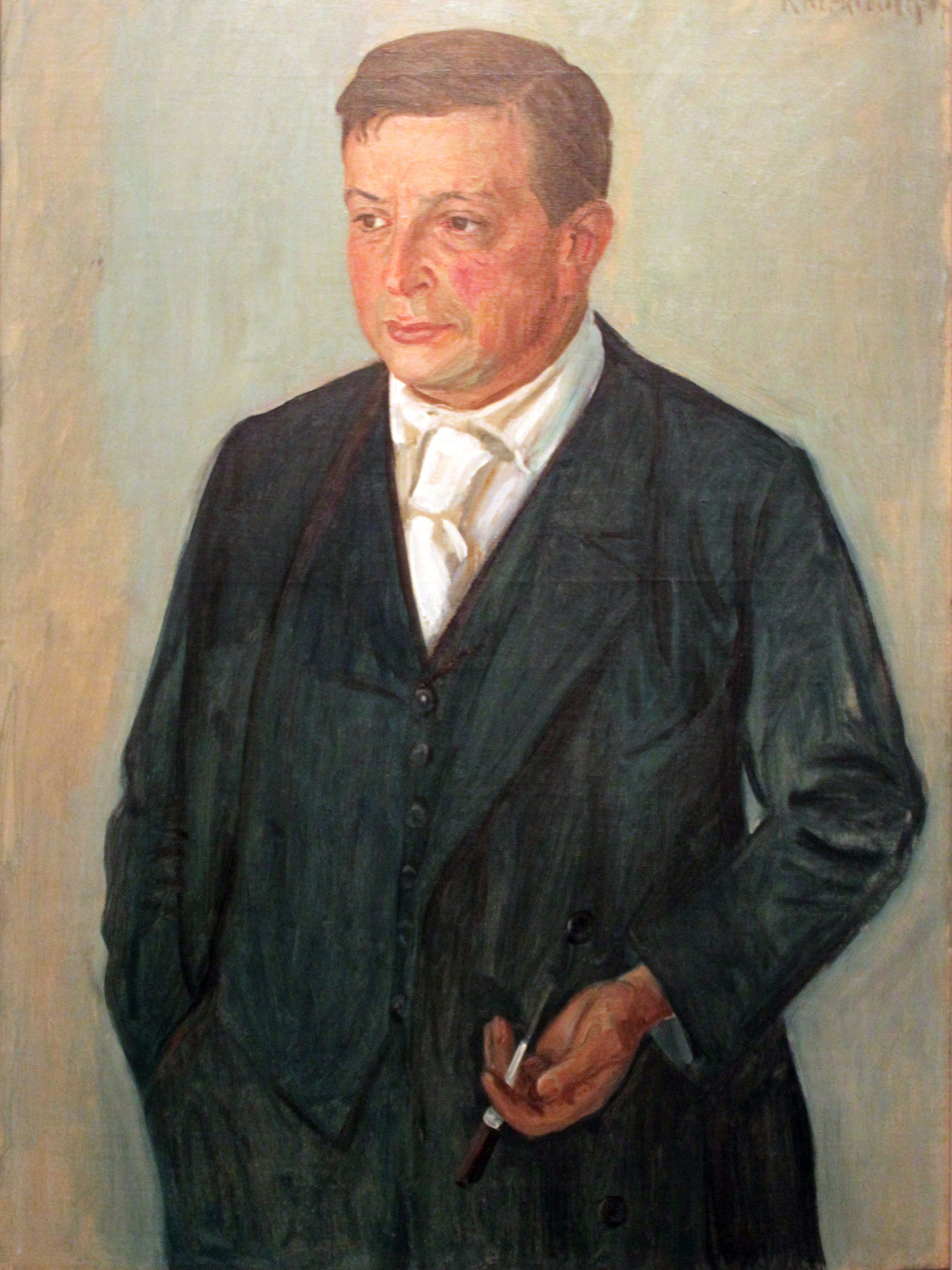
パウル・カッシーラー(美術商)

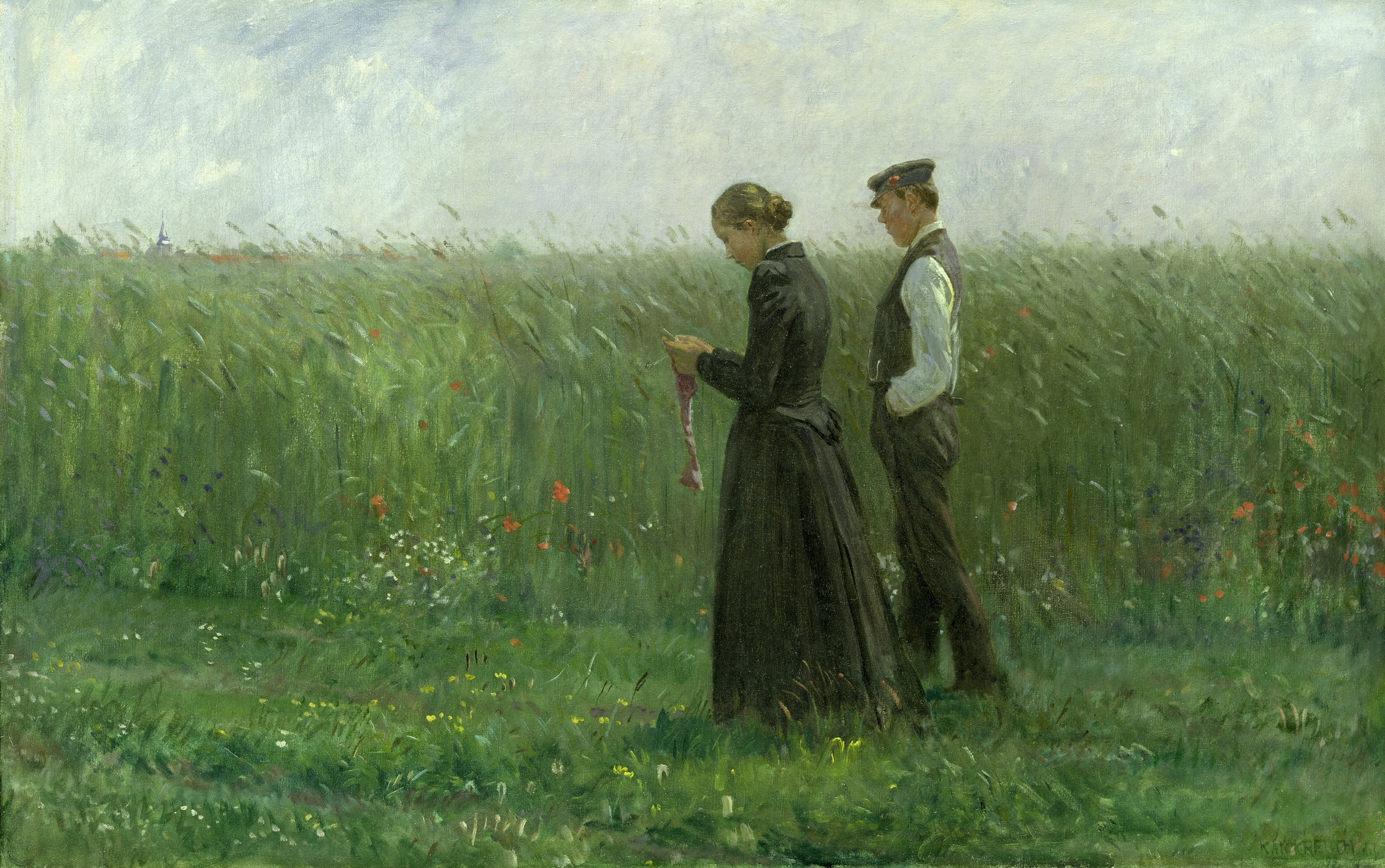
「日曜日の午後」（1893）
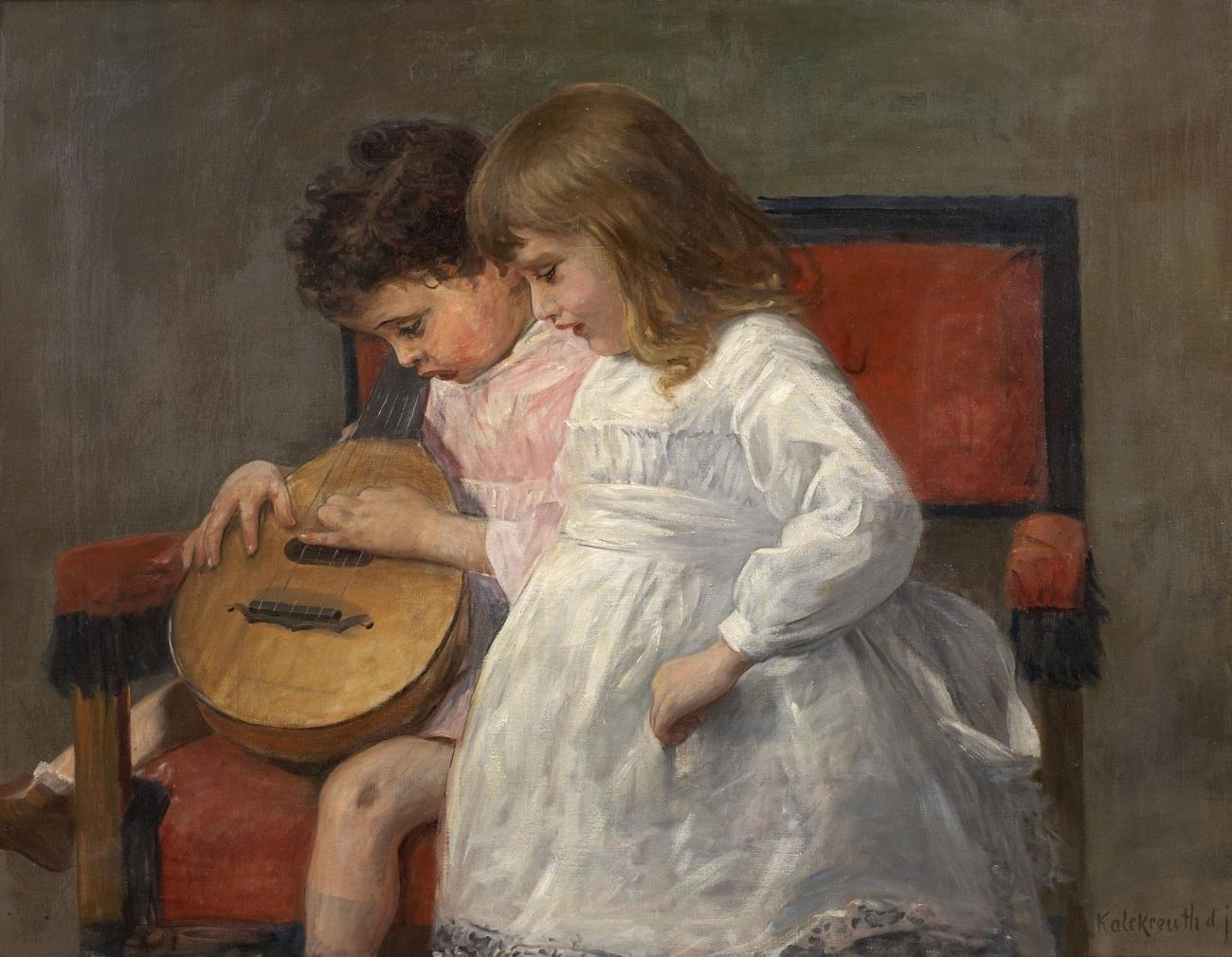
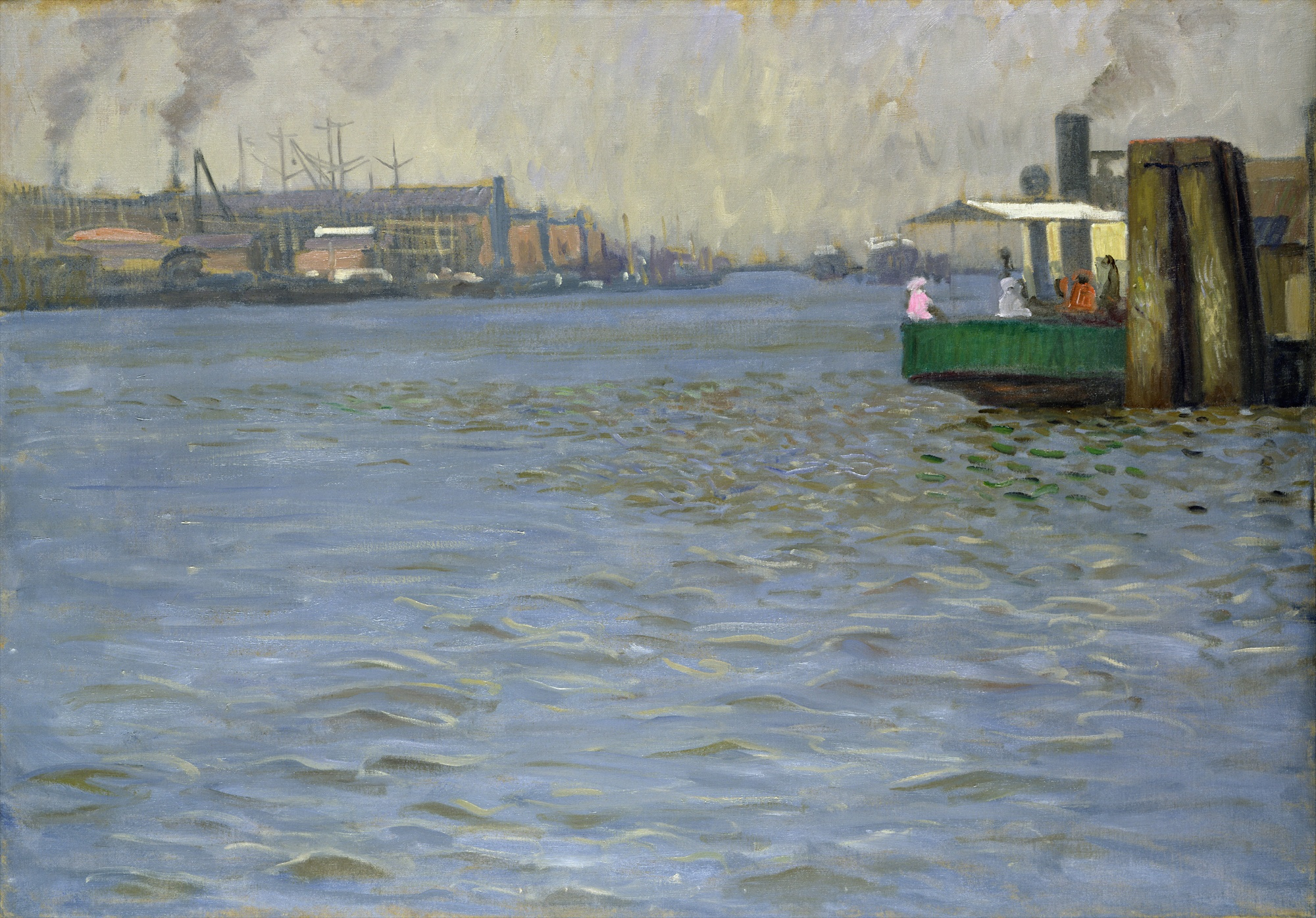
「エルベ川の休日」(1901)